# Cultura alta

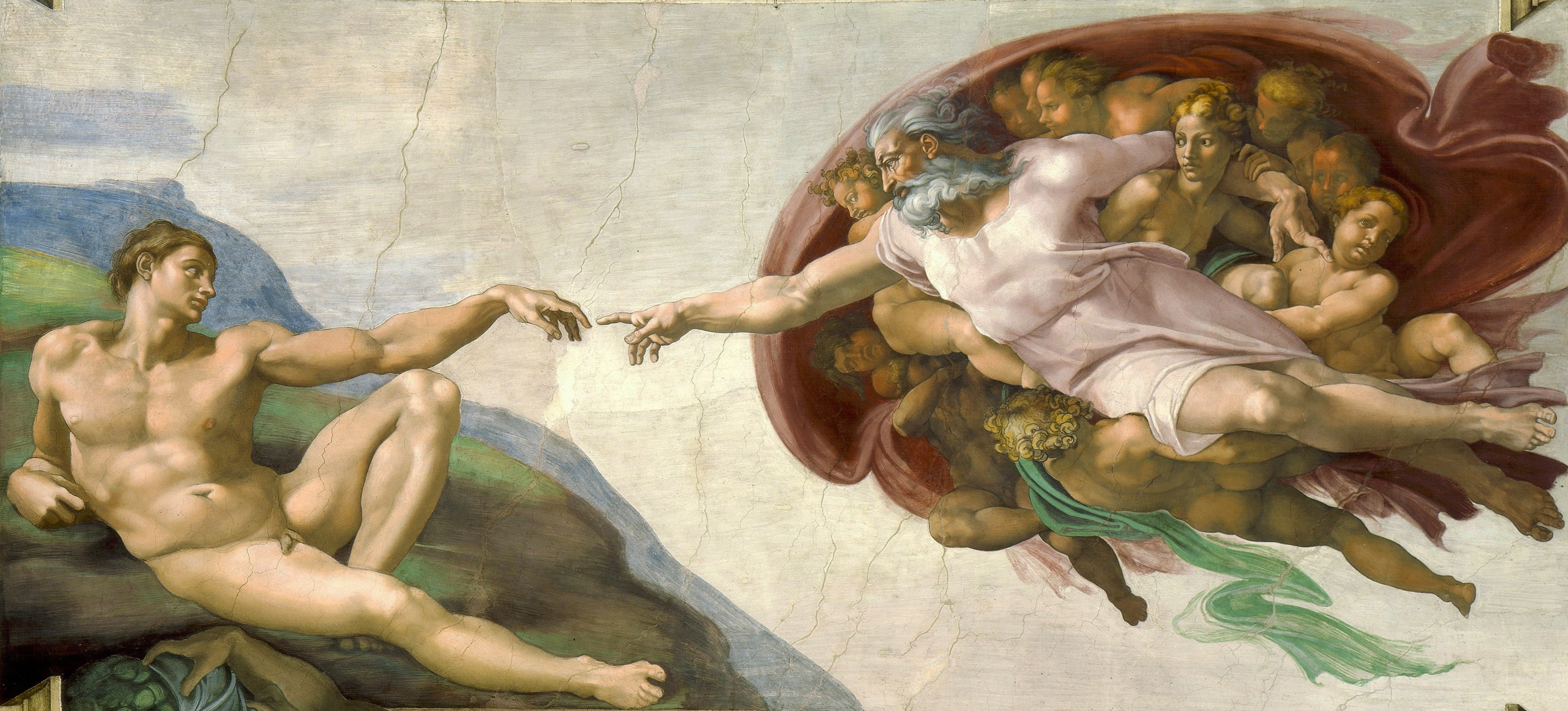
La Creazione di Adamo, un esempio di cultura alta nella pittura.

La cultura alta (o cultura d'élite) include i prodotti culturali di valore estetico o intellettuale, che una società considera nel loro insieme come esempi di arte, o comunque rappresentativi della sua stessa cultura, come nell'ambito della storia o della filosofia.
Nell'uso popolare, il termine cultura alta identifica la cultura di una classe sociale elevata (un'aristocrazia o un'intellighenzia); può anche indicare le comuni conoscenze e tradizioni di una società (ad es. il folclore), trascendendo il sistema di classi sociali della stessa società. Sociologicamente, il termine è opposto alla cultura bassa, la cultura popolare e la cultura di massa, caratteristica per la sua ampia diffusione nella società.

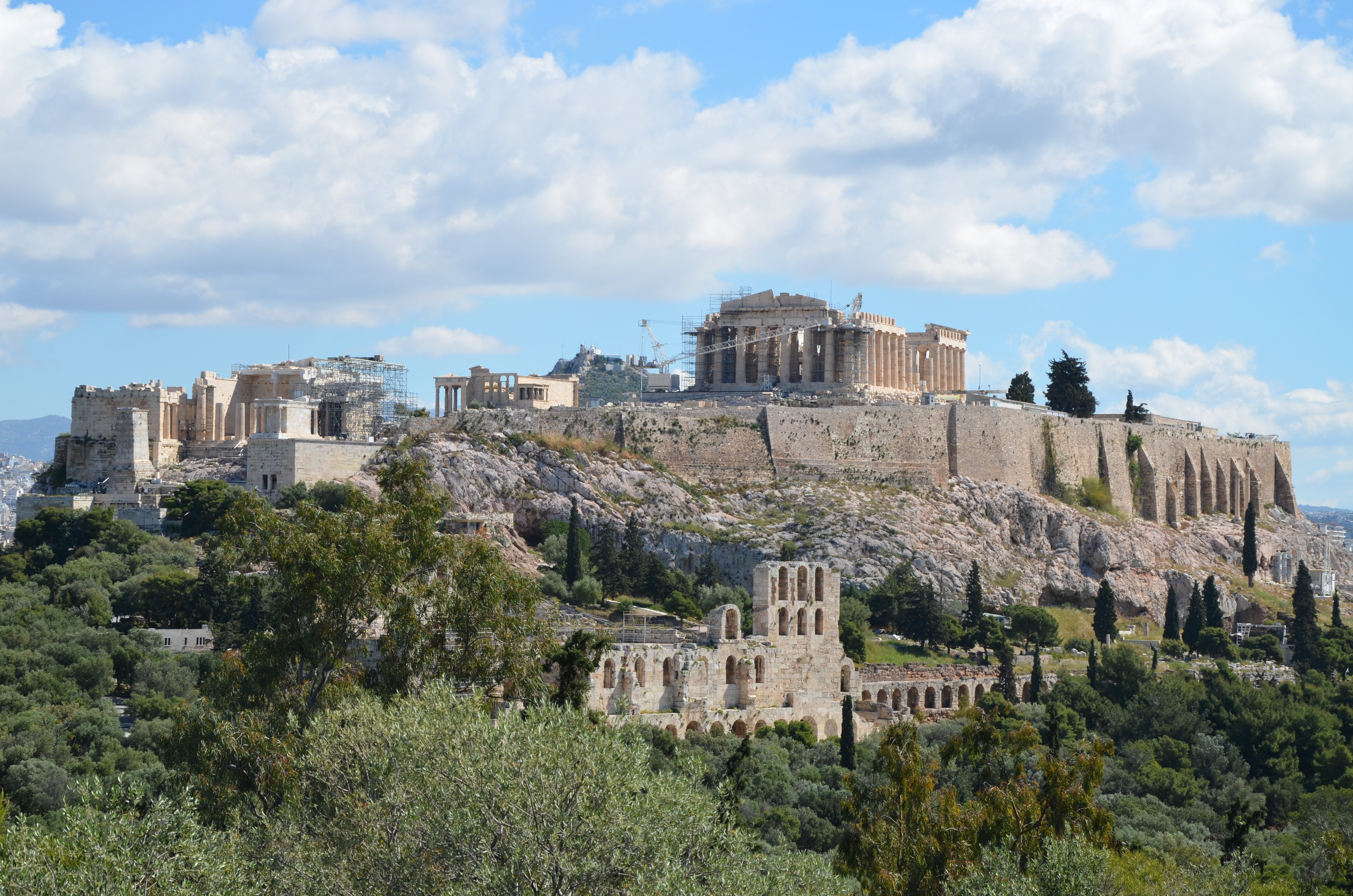
L'Acropoli di Atene, patrimonio dell'umanità, è un esempio di cultura alta.

Matthew Arnold introdusse il termine "cultura alta" nel suo libro del 1869 "Culture and Anarchy". La prefazione definisce la "cultura" come "lo sforzo disinteressato per la perfezione dell'uomo", perseguito, ottenuto e raggiunto attraverso lo sforzo di "conoscere il meglio che sia stato detto e pensato nel mondo". Tale definizione include anche la filosofia. Inoltre, la filosofia dell'estetica proposta nella cultura alta è una forza per il bene morale e politico.
In Notes Towards the Definition of Culture (1948), T. S. Eliot scrive che la cultura alta e la cultura popolare sono parti necessarie e complementari della cultura di una società. In The Uses of Literacy (1957), Richard Hoggart presenta l'esperienza sociologica delle persone della classe operaia nell'acquisizione, all'università, dell'alfabetizzazione culturale che facilita la mobilità sociale ascendente. Harold Bloom e F.R. Leavis hanno perseguito la definizione di cultura alta attraverso il canone letterario occidentale. Il teorico dei media Steven Berlin Johnson scrive che, a differenza della cultura popolare, "i classici – e quelli che presto lo saranno – sono a pieno titolo descrizioni e spiegazioni dei sistemi culturali che li hanno prodotti" e che "un aspetto cruciale in cui la cultura di massa differisce dall'arte alta" è che le singole opere della cultura di massa sono meno interessanti delle più ampie tendenze culturali che le hanno prodotte. 

## Storia in Occidente
La cultura alta occidentale ha avuto origine nelle tradizioni del mondo classico della vita intellettuale ed estetica dell'antica Grecia (dall'VIII secolo a.C. circa al 147 d.C.) e dell'antica Roma (dal 753 a.C. circa al 476 d.C.). Nella tradizione classica greco-romana, il linguaggio ideale veniva pubblicato e preservato in opere di stile elevato (grammatica, sintassi e dizione corrette). Alcune forme linguistiche utilizzate da autori in epoche di grande prestigio furono considerate nell'antichità e nel Rinascimento modelli validi ed eterni e standard normativi di eccellenza; ad esempio, il dialetto attico del greco antico parlato e scritto dai drammaturghi e filosofi dell'età di Pericle (V secolo a.C.); e la forma del latino classico utilizzata nell'"età dell'oro" della cultura romana (dal 70 a.C. circa al 18 d.C.), rappresentata da figure come Cicerone e Virgilio. Questa forma di educazione era nota ai Greci come παιδεία, che fu tradotta dai Romani in latino come humanitas poiché rifletteva una forma di educazione mirata al raffinamento della natura umana, piuttosto che all'acquisizione di competenze tecniche o professionali. In effetti, il mondo greco-romano tendeva a vedere questo lavoro manuale, commerciale e tecnico come subordinato ad attività puramente intellettuali. 
Dall'idea dell'uomo "libero" con sufficiente tempo libero per perseguire tale raffinatezza intellettuale ed estetica, nacque la distinzione classica tra le arti "liberali" che sono intellettuali e svolte per il loro stesso bene, e le arti "servili" o "meccaniche" che erano associate al lavoro manuale e svolte per guadagnarsi da vivere. Ciò implicava un'associazione tra la cultura alta e le classi superiori la cui ricchezza ereditata forniva tale tempo per la coltivazione intellettuale. Il gentiluomo agiato, non appesantito dalla necessità di guadagnarsi da vivere, era libero di dedicarsi alle attività proprie di un tale "uomo libero", quelle ritenute implicanti vera eccellenza e nobiltà in contrapposizione alla mera utilità.

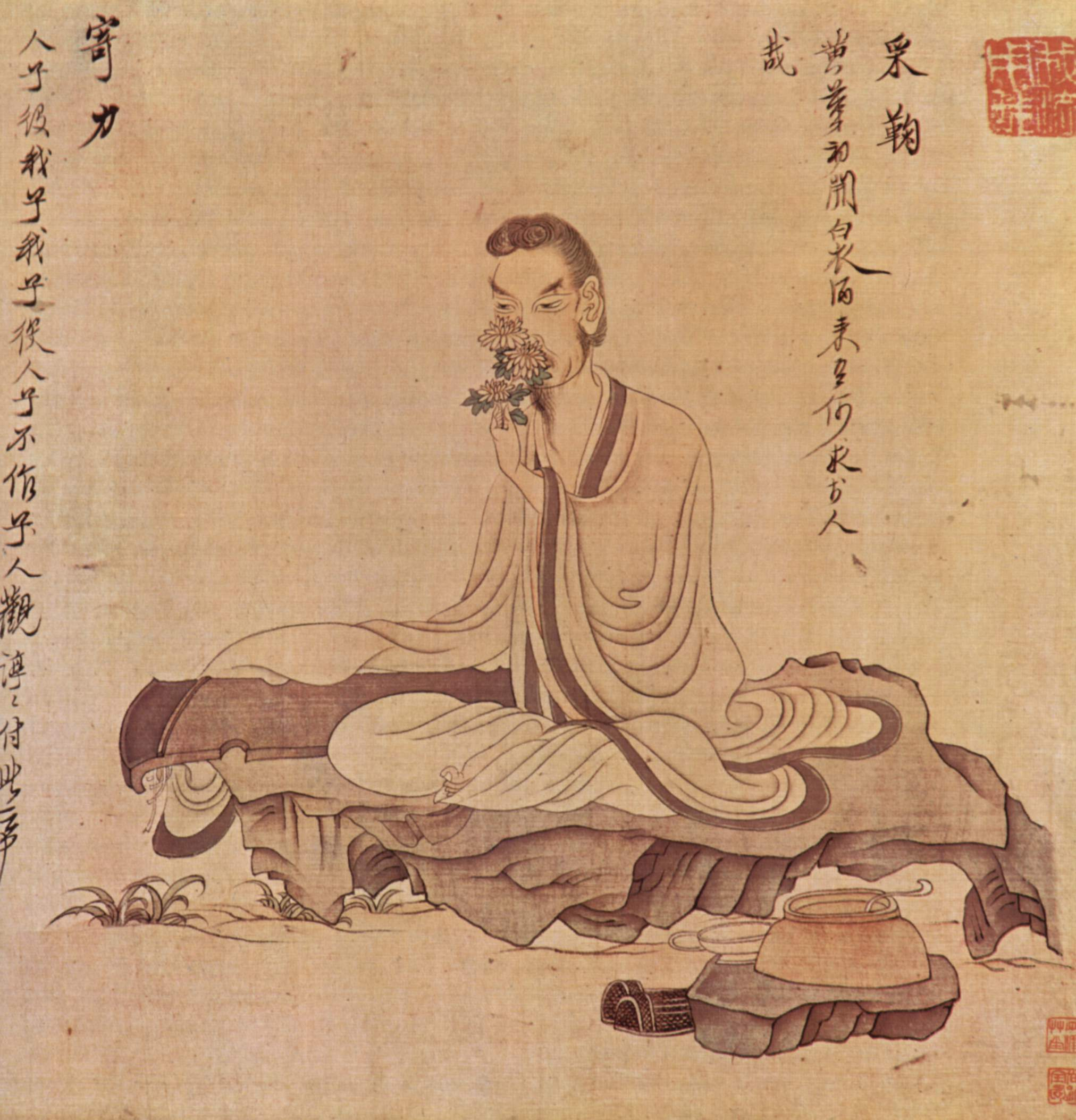
Un dipinto dell'artista della dinastia Ming Chen Hongshou che mostra un funzionario-letterario con un guqin, uno strumento musicale cinese.

Durante il Rinascimento, i valori intellettuali classici della cultura greco-romana pienamente riscoperta costituirono il capitale culturale delle classi superiori (e degli aspiranti) e miravano al completo sviluppo delle facoltà intellettuali, estetiche e morali umane. Questo ideale associato all'umanesimo (un termine successivo derivato da discipline umanistiche o studia humanitatis), fu comunicato nell'Italia rinascimentale attraverso istituzioni come le scuole di corte rinascimentali. L'umanesimo rinascimentale si diffuse presto in Europa diventando per secoli una delle basi dell'istruzione delle classi superiori. Per l'uomo e la donna socialmente ambiziosi che intendono ascendere nella società, Il Cortegiano (1528), di Baldassarre Castiglione, istruisce il lettore ad acquisire e possedere la conoscenza dei classici greco-romani, essendo l'istruzione parte integrante della personalità sociale dell'aristocratico. Un contributo chiave del Rinascimento fu l'elevazione della pittura e della scultura a uno status pari alle arti liberali (da qui le arti visive persero per le élite qualsiasi persistente associazione negativa con l'artigianato manuale). I primi trattati rinascimentali di Leon Battista Alberti furono determinanti in questo senso.
L'evoluzione del concetto di cultura alta fu inizialmente definita in termini educativi principalmente come studio critico e conoscenza delle arti e delle discipline umanistiche greco-romane, che fornirono gran parte delle basi per le culture e le società europee. Tuttavia, il mecenatismo aristocratico per gran parte dell'era moderna fu fondamentale anche per il sostegno e la creazione di nuove opere di cultura alta in tutta la gamma delle arti, della musica e della letteratura. Il successivo prodigioso sviluppo delle lingue e delle culture europee moderne fece sì che la definizione moderna del termine "cultura alta" abbracciasse non solo testi greci e latini, ma un canone molto più ampio di libri letterari, filosofici, storici e scientifici selezionati, sia in lingue antiche che moderne. Di pari importanza sono quelle opere d'arte e musicali considerate di altissima eccellenza e di maggiore influenza (ad esempio, il Partenone, la pittura e la scultura di Michelangelo, la musica di Johann Sebastian Bach, ecc.). Insieme, questi testi e opere d'arte costituiscono i manufatti esemplari che rappresentano la cultura alta del mondo occidentale.

### Tradizioni culturali
Nelle tradizioni occidentali e in alcune tradizioni dell'Asia orientale, l'arte che dimostra l'immaginazione dell'artista è considerata arte alta. In Occidente questa tradizione ebbe inizio nell'antica Grecia, fu rafforzata nel Rinascimento e dal Romanticismo, che eliminò la gerarchia di generi all'interno delle belle arti, stabilita nel Rinascimento. In Cina vi era una distinzione tra la pittura a inchiostro e acqua dei funzionari-letterati e le opere prodotte da artisti comuni, che lavoravano in stili ampiamente diversi, o le arti decorative come la porcellana cinese, che erano prodotte da artigiani sconosciuti che lavoravano in grandi fabbriche. Sia in Cina che in Occidente la distinzione era particolarmente evidente nella pittura paesaggistica, dove per secoli le vedute immaginarie, prodotte dall'immaginazione dell'artista, furono considerate opere superiori.

### Capitale culturale

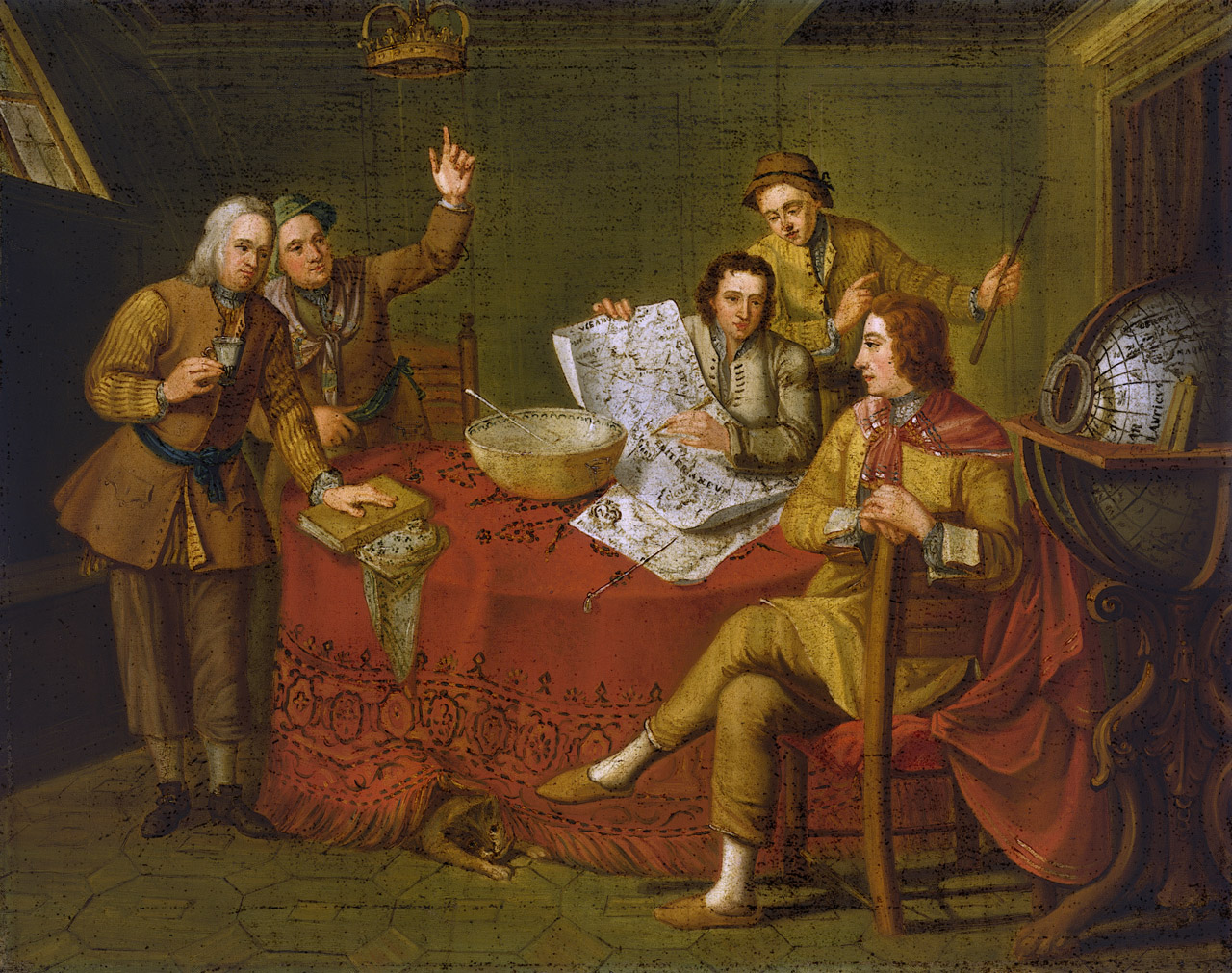
Quattro lord inglesi in nave durante il loro Grand Tour, 1731–32.

Nell'Europa e nelle Americhe, socialmente stratificate, un'immersione diretta nella cultura alta occidentale, il Grand Tour era un rito di passaggio che integrava e completava l'educazione teorica di un gentiluomo, proveniente dalla nobiltà, dall'aristocrazia e dalla borghesia, con una prospettiva mondana della società e della civiltà. Il tour post-universitario dei centri culturali d'Europa era un beneficio per la classe sociale del capitale culturale trasmesso attraverso le istituzioni di alto rango (scuole, accademie, università) destinate a formare il gentiluomo ideale di quella società.
Il concetto europeo di cultura alta comprendeva la coltivazione di un'etichetta e di buone maniere raffinate; l'educazione del gusto nelle belle arti come la scultura e la pittura; l'apprezzamento della musica classica e dell'opera nella sua storia diversificata e nelle sue innumerevoli forme; la conoscenza delle lettere umane (literae humaniores) rappresentate dai migliori autori greci e latini e, più in generale, delle tradizioni delle arti liberali (ad esempio filosofia, storia, teatro, retorica e poesia) della civiltà occidentale, nonché una conoscenza generale di concetti importanti in teologia, scienza e pensiero politico.

## Arte alta
Gran parte della cultura alta consiste nell'apprezzamento di ciò che a volte viene chiamato "arte alta". Questo termine è piuttosto più ampio della definizione di Arnold e, oltre alla letteratura, include la musica, le arti visive (in particolare la pittura) e le forme tradizionali delle arti performative (incluso il cinema). Le arti decorative non sarebbero generalmente considerate arte alta. 
I prodotti culturali più spesso considerati parte della cultura alta sono stati probabilmente prodotti durante periodi di alta civiltà, per i quali una società urbana ampia, sofisticata e ricca fornisce un quadro estetico coerente e consapevole e un ambiente su larga scala per la formazione e, per le arti visive, per l'approvvigionamento di materiali e il finanziamento del lavoro. Un tale ambiente consente agli artisti, il più possibile, di realizzare il loro potenziale creativo con il minor numero possibile di vincoli pratici e tecnici, sebbene molti di più si possano trovare sul lato culturale ed economico. Sebbene il concetto occidentale di cultura alta si concentri sulla tradizione greco-romana e sulla sua ripresa dal Rinascimento in poi, tali condizioni esistevano anche in altri luoghi e in altri periodi.

## Musica d'arte
La musica d'arte è un termine generico usato per riferirsi a tradizioni musicali che implicano considerazioni strutturali e teoriche avanzate e una tradizione musicale scritta. La nozione di musica d'arte è una distinzione musicologica frequente e ben definita: il musicologo Philip Tagg, ad esempio, si riferisce alla musica d'arte come a un "triangolo assiomatico costituito da musiche 'folk', 'art' e 'popular'". Egli spiega che ciascuna di queste tre è distinguibile dalle altre secondo determinati criteri, con la musica di cultura alta spesso eseguita davanti a un pubblico mentre la musica folk sarebbe tradizionalmente più partecipativa; la musica di cultura alta è su piccola scala ed eseguita a livello locale piuttosto che come musica pop prodotta in massa; è conservata in forma scritta piuttosto che non scritta; è spesso realizzata per un gruppo eterogeneo di persone anziché per un pubblico socio-culturalmente eterogeneo; la musica d'arte non industriale si diffonde in molti luoghi, a differenza della musica pop, che è possibile solo nelle economie industriali; non è fatta per competere nel libero mercato della musica. A questo proposito, "musica d'arte" ricorre spesso come termine di contrasto alla "musica popolare" e alla "musica tradizionale" o "folk". 

## Film d'autore
Il film d'autore è il risultato di una produzione cinematografica che è tipicamente un film serio e indipendente, rivolto a un mercato di nicchia piuttosto che a un pubblico di massa. I critici cinematografici e gli studiosi di filmologia in genere definiscono un "film d'autore" utilizzando un "...canone di film e quelle qualità formali che li contraddistinguono come diversi dai film hollywoodiani tradizionali", che include, tra gli altri elementi: uno stile di realismo sociale; un'enfasi sull'espressività autoriale del regista o dello scrittore; e un focus sui pensieri e i sogni dei personaggi, piuttosto che presentare una storia chiara e guidata da un obiettivo. Secondo lo studioso di cinema David Bordwell, "il cinema d'autore è di per sé un genere cinematografico, con le sue convenzioni distinte". 

## Promozione
Il termine è sempre stato suscettibile di attacchi per elitismo e, in risposta, molti sostenitori del concetto hanno dedicato grandi sforzi alla promozione della cultura alta tra un pubblico più ampio della borghesia altamente istruita di cui si supponeva fosse il territorio naturale. Ci fu una spinta, a partire dal XIX secolo, ad aprire musei e sale da concerto per dare al grande pubblico l'accesso alla cultura alta. Figure come John Ruskin e Lord Reith della BBC in Gran Bretagna, Lev Trockij e altri nella Russia comunista, e molti altri in America e in tutto il mondo occidentale hanno lavorato per ampliare l'attrattiva di elementi della cultura alta come la musica classica, l'arte dei vecchi maestri e i classici letterari.
Con l'ampliamento dell'accesso all'istruzione universitaria, l'impegno si estese anche in quel campo, e tutti gli aspetti della cultura alta divennero oggetto di studio accademico, cosa che, ad eccezione dei classici, non era accaduta spesso fino alla fine del XIX secolo. I corsi universitari di arti liberali svolgono ancora un ruolo importante nella promozione del concetto di cultura alta, sebbene spesso ora evitino il termine stesso.
Soprattutto in Europa, i governi si sono preparati a sovvenzionare la cultura alta attraverso il finanziamento di musei, compagnie d'opera e di balletto, orchestre, cinema, emittenti pubbliche come BBC Radio 3, arte e in altri modi. Organizzazioni come l'Arts Council of Great Britain e, nella maggior parte dei paesi europei, interi ministeri gestiscono questi programmi. Ciò include il finanziamento di nuove opere di compositori, scrittori e artisti. Esistono anche molte fonti di finanziamento filantropiche private, che sono particolarmente importanti negli Stati Uniti, dove la Corporation for Public Broadcasting, finanziata a livello federale, finanzia anche la radiodiffusione. Queste possono essere viste come parte del concetto più ampio di cultura ufficiale, sebbene spesso un pubblico di massa non sia il mercato previsto.
La sezione "Arts & Leisure" del New York Times, dal 1962 al 1988, presentava articoli sulla cultura alta che solitamente superavano la cultura popolare. Ma nel 1993, gli articoli sulla cultura pop (49%) superarono presto quelli sulla cultura alta (39%) grazie alla pubblicità che influenzava la copertura editoriale (soprattutto sugli ultimi film). La pubblicità sulla letteratura, tuttavia, è stata prominente da quando il romanzo è diventato un genere letterario popolare nel XIX secolo. Autori come Charles Dickens, Henry James e James Joyce lavoravano nella pubblicità prima della loro carriera letteraria e/o avevano utilizzato annunci pubblicitari nei loro romanzi.

## Teorie
Le relazioni tra cultura alta e cultura di massa sono oggetto di studi culturali, studi sui media, teoria critica, sociologia, postmodernismo e filosofia marxista. Nel saggio "L'opera d'arte nell'epoca della sua riproducibilità tecnica" (1936), Walter Benjamin esplorò le relazioni di valore delle arti (alta e di massa) quando sottoposte a riproduzione industriale. I teorici critici Theodor W. Adorno e Antonio Gramsci interpretarono le relazioni culturali tra arte alta e arte di massa come uno strumento di controllo sociale, con cui la classe dominante mantiene la propria egemonia culturale sulla società. 
Per l'orientalista Ernest Renan e per il filosofo razionalista Ernest Gellner, la cultura alta era concettualmente parte integrante della politica e dell'ideologia del nazionalismo, in quanto componente essenziale di una sana identità nazionale. Gellner ampliò la portata concettuale dell'espressione in "Nazioni e nazionalismo" (1983), affermando che l'arte alta è "una cultura letterata e codificata, che consente una comunicazione libera dal contesto" tra le culture.
In Distinction: A Social Critique of the Judgement of Taste (1979), il sociologo Pierre Bourdieu ha proposto che il gusto estetico (giudizio culturale) derivi in larga parte dalla classe sociale, che stabilisce le definizioni di arte elevata, ad esempio nell'etichetta sociale, nella gastronomia, nell'enologia, nel servizio militare. In tali attività di giudizio estetico, la persona della classe dominante utilizza codici sociali sconosciuti alle persone della classe media e inferiore nella ricerca e nella pratica di attività di gusto.